# Augustus De Morgan
Augustus De Morgan, född 27 juni 1806 i Indien, död 18 mars 1871, var en brittisk matematiker. Han var far till William De Morgan.
De Morgan var professor vid University College i London 1828–1831 och 1836–1866. Tillsammans med William Rowan Hamilton och George Boole har de Morgan infört lära om predikatspgreppets kvantificering i logiken och utvecklat en egen teori för relationernas logik. Genom sin lärarverksamhet och instiftandet av London Mathematical Society hade de Morgan ett stort inflytande på matematikens utveckling i Storbritannien under 1800-talet.
De Morgan författade en mängd värdefulla arbeten, av vilka en del fick vidsträckt användning som skolböcker i Storbritannien. Han skrev även några avhandlingar i logik och ivrade mycket för denna vetenskaps tillämpning på den matematiska undervisningen. Hans främsta arbeten var Elements of arithmetic (1830), Elements of algebra (1835), Essay on probabilities (1838), Formal logic (1847), Trigonometry and double algebra (1849) och Budget of paradoxes (1872). De Morgans lagar är uppkallade efter honom.